# Anke Karstens
Anke Karstens (Berchtesgaden, Njemačka, 13. listopada 1985.) je njemačka snowboardašica. U disciplini paralelnog slaloma, Anke je na Zimskim olimpijskim igrama u Sočiju 2014. postala olimpijska doprvakinja.

## Olimpijske igre

### OI 2014. Soči
| Soči 2014. Finale - paralelni slalom | Soči 2014. Finale - paralelni slalom | Soči 2014. Finale - paralelni slalom |
| RANG                                 | Natjecatelj                          |                                      |
| ------------------------------------ | ------------------------------------ | ------------------------------------ |
|                                      | Julia Dujmovits                      |                                      |
|                                      | Anke Karstens                        |                                      |
|                                      | Amelie Kober                         |                                      |

## Vanjske poveznice
- Profil Anke Karstens na web stranici FIS-a